# سپیداج
سِپیداج (که ده‌پا و به اشتباه ماهی مرکب (Squid) نیز نامیده شده) در انگلیسی کاتل فیش (به عربی سبیدج، الحبر/حبار، در فارسی سیبیا) جانوری نرم‌تن و دریازی است از راستهٔ سپیداجان (Sepiida) و ردهٔ سرپایان.
سپیداج‌ها شب‌رو هستند و شب‌ها به شکار خرچنگ‌ها و میگوها می‌پردازند. سپیداج‌ها معمولاً ۸ بازو دارند که دو شاخک گیره‌ای دراز در میان آن‌ها قرار گرفته است. این شاخک‌ها تنها به هنگام گرفتن شکار قابل دیدن است.
جنین سپیداج حتی پیش از به دنیا آمدن قادر به مشاهده دنیای پیرامون خود است. سپیداج‌هایی که در دوره جنینی خود در پیرامون خود بیشتر خرچنگ دیده‌باشند در دوران بلوغ بیشتر به شکار خرچنگ می‌پردازند.

## هوش
بررسی‌های تازه نشان می‌دهد که سپیداج‌ها از جملهٔ باهوش‌ترین گونه‌های بی‌مهرگان هستند. آن‌ها داری حافظه رویدادی هستند و می‌توانند (شبیه انسان‌ها) تجربه‌هایشان را به‌همراه احساسی که در آن لحظه داشته‌اند به یاد بیاورند. عمر سپیداج حدود یک تا دو سال است.

### تغییر رنگ و الگوی بدن
رنگیزه‌های ویژه‌ای در بدن سپیداج‌ها باعث می‌شود بتوانند رنگ بدن خود را تغییر داده و با محیط پیرامون هم‌رنگ بشوند.
رنگ آن‌ها به هنگام جفت‌گیری به سرعت چندین بار عوض می‌شود و زمانی که عصبانی شوند به رنگ سفید در می‌آیند.
بررسی‌ها نشان داده که سپیداج‌های نر در بسیاری از موارد زمانی که به یک سپیداج ماده نزدیک می‌شوند نیمه‌ای از بدن خود که رو به او است را با الگوها و رنگ‌های جذاب نرینه برای ماده می‌پوشانند و در همین حال بر روی نیمه دیگر بدن خود رنگ‌ها و الگوهایی مادینه را به نمایش درمی‌آورند. با این کار، یک نر رقیب که به این دو نزدیک شود گمراه شده و فکر می‌کند که دو ماده در کنار هم حضور دارند و به این طریق مزاحم جفت‌گیری آن دو نمی‌شود.
ده‌پاها باهوش هستند و می‌توانند بفهمند که کدام لباس مبدل به احتمال زیاد یک شکارچی بالقوه را فریب می‌دهد. دانشمندان به این نتیجه رسیده‌اند که توانایی استتار یک ده‌پا صرفاً خودکار و انعکاسی نیست، بلکه می‌تواند با تصمیم‌گیری نیز شکل بگیرد. ده‌پا بر اساس وجود تهدیدها و آنچه در طول زمان آموخته‌اند، دربارهٔ زمان استتار تصمیم می‌گیرند. به عنوان مثال، می‌توان به ده‌پا آموزش داد که از استتار خود را در ازای یک پاداش غذایی آموخته شده، خودداری کند.
اگر یک ده‌پا با شکاری روبرو شود که برای یافتن طعمه خود به دید خود متکی است، ممکن است از کروماتوفورهای خود، برای نشان دادن لکه‌های مانند چشم غول پیکر روی بدن خود استفاده کند. این مبدل شدن می‌تواند شکارچی را فریب دهد و فکر کند که با یک ده‌پای بزرگ طرف است، که شکارچی را می‌ترساند. با این حال، اگر شکارچی از حسگرهای شیمیایی (مانند بویایی) برای یافتن طعمه‌اش استفاده کند، ده‌پا متوجه می‌شود که حتی بهترین استتار بصری‌اش هم کمکی نمی‌کند و در عوض یا یخ می‌زند یا می‌گریزد. ده‌پا حتی نفس خود را حبس می‌کند (که فعالیت الکتریکی در بدن آنها را کاهش می‌دهد و شانس آنها را برای شناسایی توسط شکارچیانی که برای شکار به دریافت الکتریکی وابسته هستند کاهش می‌دهد).

## نگارخانه

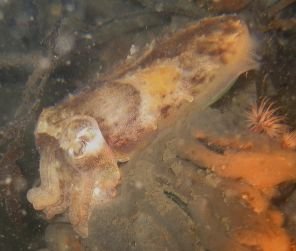
سپیداج جوان
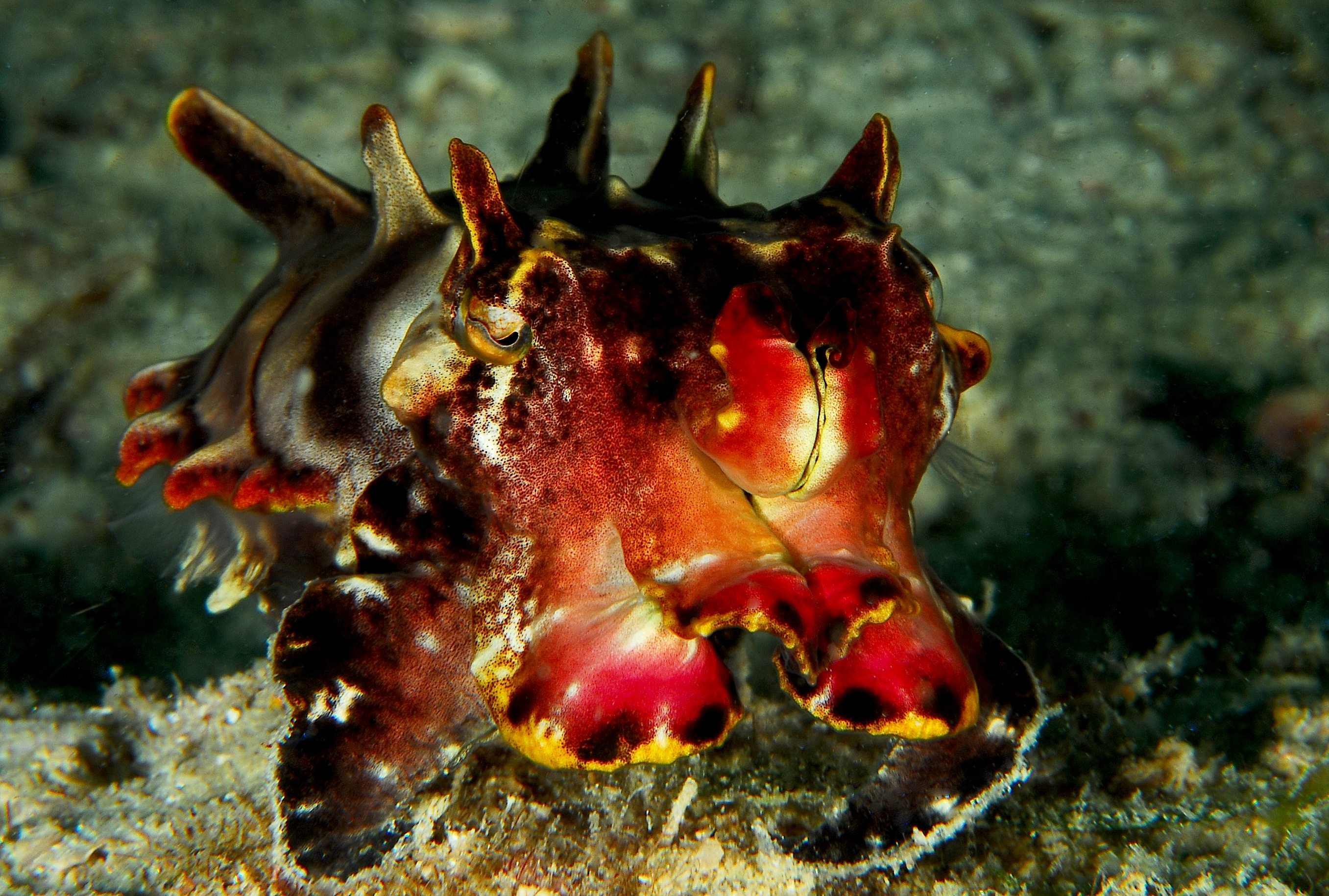
سپیداج نگارین (Metasepia pfefferi) که با رنگ‌های روشن حالت هجومی به خود گرفته.
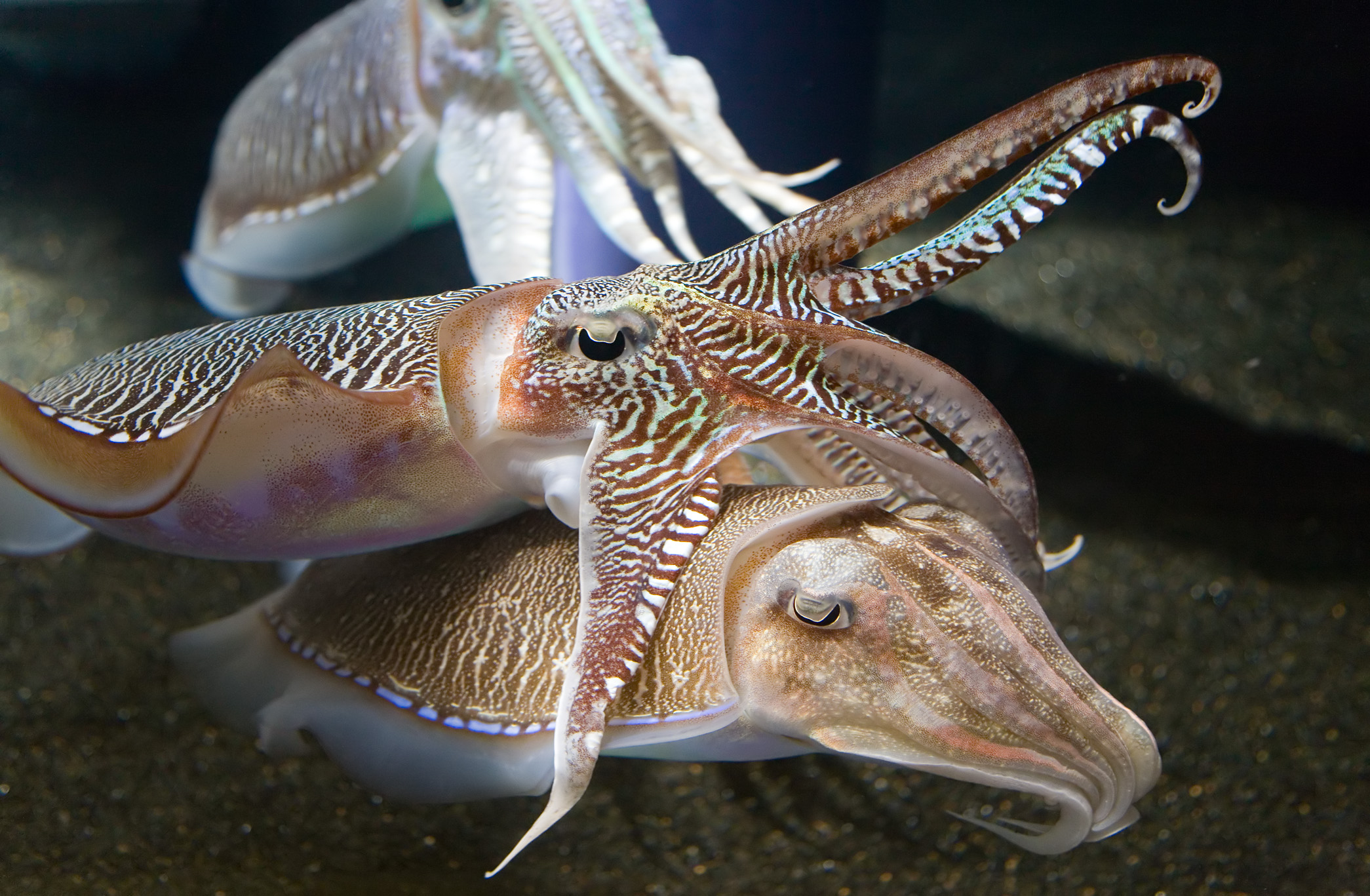
چند سپیداج در آکواریوم جرجیا.
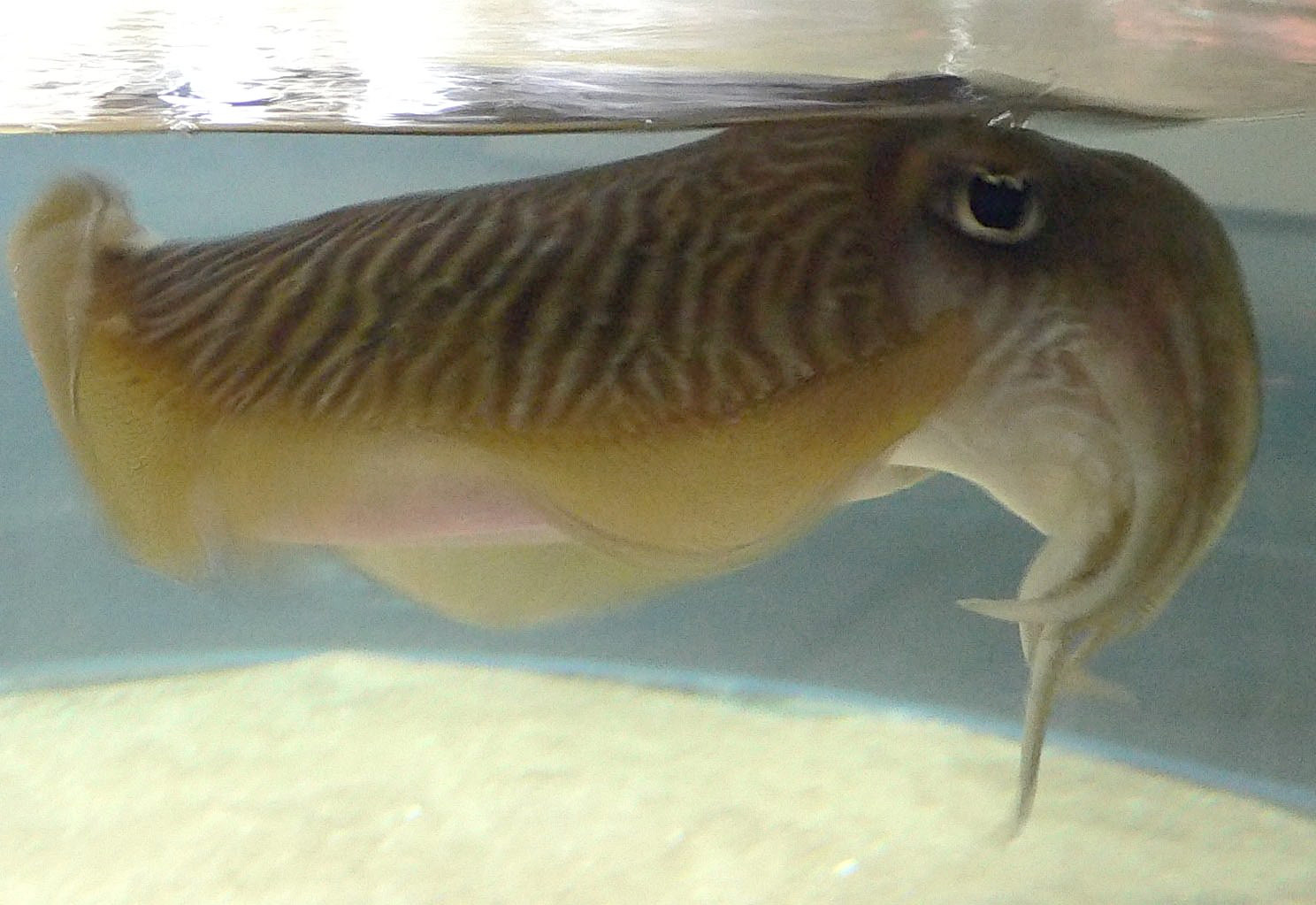